# 1990 EL8
1990 EL8 är en asteroid i huvudbältet som upptäcktes den 5 mars 1990 av den belgiske astronomen Henri Debehogne vid La Silla-observatoriet.
Asteroiden har en diameter på ungefär 5 kilometer.